# Hans Dreier
Hans Dreier (ur. 21 sierpnia 1885 w Bremie, zm. 24 października 1966 w Bernardsville) – niemiecki scenograf filmowy. W latach 1927–1950 naczelny scenograf w amerykańskiej wytwórni filmowej Paramount Pictures. Trzykrotny laureat Oscara.

## Życiorys
Urodził się w Bremie. Ukończył studia architektoniczno-inżynierskie w Monachium. Po studiach pracował dla niemieckiego rządu jako naczelny architekt cesarski w skolonizowanym przez Niemców Kamerunie. W czasie I wojny światowej służył w niemieckiej armii.
Karierę w przemyśle filmowym zaczął w 1919 jako asystent scenografa w niemieckim studiu filmowym UFA. Pod wpływem reżysera Ernsta Lubitscha przeniósł się w 1923 do Hollywood, gdzie rozpoczął pracę dla wytwórni Paramount Pictures. Jego pierwszym hollywoodzkim filmem była Cesarzowa (1924) w reżyserii Lubitscha z Polą Negri w roli głównej.
Od 1927 do przejścia na emeryturę w 1951 Dreier był naczelnym scenografem filmowym w wytwórni Paramount Pictures. W czasie swojej długoletniej kariery był współtwórcą ponad 500 filmów, w tym wielu w reżyserii Josefa von Sternberga i Ernsta Lubitscha.
Dreier był trzykrotnym laureatem Oscara za najlepszą scenografię do filmów: Zatoka Francuza (1944) Mitchella Leisena, Samson i Dalila (1949) Cecila B. DeMille’a i Bulwar Zachodzącego Słońca (1950) Billy’ego Wildera. Ogółem nominowano go w tej kategorii 23 razy.